# Světový pohár v biatlonu 2020/2021 – Kontiolahti
1. podnik Světového poháru v biatlonu v sezóně 2020/2021 probíhal  od 28. do 29. listopadu 2020 ve finském Kontiolahti. Na programu podniku byly vytrvalostní závody a závody ve sprintech.
Závody se kvůli pandemii koronaviru jely bez diváků a i jinak byly epiemiologickými opatřeními ovlivněny (masivní testování na přítomnost viru, rozdělení týmů do skupin, které se nesměly kromě závodů stýkat atd.). V tomto podniku se poprvé prosadil norský objev sezóny Sturla Holm Laegreid, který vyhrál úvodní vytrvalostní závod.
Tento úvodní víkend Světového poháru v sezóně 2020/2021 nebyl oficiálně číslován a označoval se jako otevření sezóny (IBU World Cup Biathlon-Season Opening). Po něm následoval na stejném stadiónu řádný podnik – Světový pohár v biatlonu 2020/2021 – Kontiolahti.

## Program závodů
Oficiální program:
| Datum         | Disciplína                | Začátek (SEČ) | Počet závodníků |
| ------------- | ------------------------- | ------------- | --------------- |
| 28. listopadu | Vytrvalostní závod (muži) | 11.00         | 101             |
| 28. listopadu | Vytrvalostní závod (ženy) | 14.20         | 102             |
| 29. listopadu | Sprint (muži)             | 10.30         | 101             |
| 29. listopadu | Sprint (ženy)             | 13.40         | 104             |

## Průběh závodů
Původně měli být na závodech přítomni diváci, ale den před jejich začátkem zpřísnily finské úřady opatření proti šíření koronaviru a soutěže probíhaly bez nich. Někteří závodníci a závodnice se z důvodů karantény nemohli tohoto podniku zúčastnit: ze známějších to byl Ital Dominik Windisch nebo slovenské sestry Ivona a Paulína Fialková.
Upravil se taky (i pro další závody) závěrečný ceremoniál: medaile si závodníci odebírali sami ze stolku a stupně vítězů pro jednotlivé závodníky byly od sebe vzdáleny přes metr. Závodníci si mezi sebou ani s funkcionáři nepodávali ruce, jen se uklonili.

### Vytrvalostní závody
V závodě mužů panovaly na střelnici velmi dobré povětrnostní podmínky, přesto jen tři závodníci zastříleli všechny položky bezchybně. Jedním z nich byl Ondřej Moravec, který se i přes pomalejší běh udržoval po druhé i třetí střelbě dlouho v čele průběžného pořadí. Postupně však zpomaloval a do cíle dojel celkově pátý. Z dalších českých reprezentantů získal body jen Michal Krčmář, který s jedním nezasaženým terčem dokončil jako jedenáctý. 
Největším favoritem závodu byl Nor Johannes Thingnes Bø, který jednu chybu na střelnici vyrovnával nejrychlejším během a televizní komentátoři mu na začátku posledního kola přisuzovali jasné vítězství. Všechny položky však čistě zastřílel mladý Nor Sturla Holm Laegreid, který sice jel poslední kolo pomaleji; přesto dojel do cíle o 20 vteřin před Johannesem Bø.
Závod žen se jel na těžké trati poničené předchozím mužským závodem. Největší favoritka Italka Dorothea Wiererová střílela všechny položky čistě, ale v posledním kole jí došly síly a dojela jen osm desetin vteřiny před rychle běžící Němkou Denise Herrmannovou. Překvapením bylo třetí místo bezchybně střílející Švédky Johanny Skottheimové.
Českým závodnicím se nedařilo – nejlépe dojela na 21. pozici Markéta Davidová, která sice dobře běžela, ale při střelbě byla pomalejší a především při ní udělala celkem tři chyby.

### Sprinty
V nedělním závodě mužů se nekonala senzace jako v sobotu a zvítězil favorizovaný Johannes Thingnes Bø. Nejrychleji ze všech běžel a bezchybnou střelbou se během celého závodu udržoval na čele. Za ním skončili díky rychlému běhu dva Švédové: Sebastian Samuelsson a Martin Ponsiluoma. Oba udělali po jedné chybě při položce vleže. 
Pro českou reprezentaci začal závod nešťastně, když dvěma reprezentantům praskly během nástřelu úderníky jejich malorážek. Vše však servisní tým stačil opravit. Ve vlastním závodě se pak z Čechů nejvíce dařilo stejně jako v sobotu Ondřeji Moravcovi, který opět střílel čistě. S průměrným běžeckým časem dojel desátý. Bezchybně střílel také Michal Krčmář, který si skončil na 16. místě. Premiérově se ve světovém poháru představil junior Tomáš Mikyska: s jednou chybou při střelbě vstoje dojel šedesátý.
Ve sprintu žen bylo pro umístění na stupních vítězů třeba sestřelit všechny terče. Rychle se to podařilo Švédce Hanně Öbergové, která navíc přidala nejlepší běžecký čas. Za ní skončily Norky Marte Olsbuová Røiselandová a Karoline Knottenová, pro kterou to bylo první umístění na stupních vítězů v individuálním závodě. Sprint nebyl do poslední chvíle rozhodnut: několik závodnic z druhé poloviny startovního pole se dostalo do první desítky konečného pořadí – z nich nejlepší byla Estonka Tuuli Tomingasová na sedmém místě.
Českým biatlonistkám se opět nedařilo: všechny udělaly při střelbě aspoň dvě chyby. Nejlepší z nich byla opět Markéta Davidová na 36. místě. Poprvé v závodu světového poháru startovala juniorka Eliška Teplá, která s dvěma chybami na střelnici, ale pomalým během dojela na 96. pozici.

## Umístění na stupních vítězů

### Muži
| Disciplína                 | První místo          | Výkon             | Druhé místo          | Výkon             | Třetí místo       | Výkon             |
| Vytrvalostní závod (20 km) | Sturla Holm Laegreid | 45:57,0 (0+0+0+0) | Johannes Thingnes Bø | 46:16,6 (1+0+0+0) | Erik Lesser       | 47:00,6 (0+1+0+0) |
| Sprint (10 km)             | Johannes Thingnes Bø | 23:53,0 (0+0)     | Sebastian Samuelsson | 24:37,1 (1+0)     | Martin Ponsiluoma | 24:40,9 (1+0)     |

### Ženy
| Disciplína                 | První místo        | Výkon             | Druhé místo                 | Výkon             | Třetí místo          | Výkon             |
| Vytrvalostní závod (15 km) | Dorothea Wiererová | 44:00,9 (0+0+0+0) | Denise Herrmannová          | 44:01,7 (1+0+0+0) | Johanna Skottheimová | 44:25,0 (0+0+0+0) |
| Sprint (7,5 km)            | Hanna Öbergová     | 21:01,4 (0+0)     | Marte Olsbuová Røiselandová | 21:25,3 (0+0)     | Karoline Knottenová  | 21:39,2 (0+0)     |

## Pořadí zemí
| Pořadí | Země    | 1. místo | 2. místo | 3. místo | Celkově |    |
| ------ | ------- | -------- | -------- | -------- | ------- | -- |
| 1.     | Norsko  | 2        | 2        | 1        | 5       |    |
| 2.     | Švédsko | 1        | 1        | 2        | 4       |    |
| 3.     | Itálie  | 1        | 0        | 0        | 1       |    |
| 4.     | Německo | 0        | 1        | 1        | 2       |    |
| 4.     |         | Celkem   | 4        | 4        | 4       | 12 |